# Veronica carstensensis
Veronica carstensensis är en grobladsväxtart som beskrevs av Herbert Fuller Wernham. Veronica carstensensis ingår i släktet veronikor, och familjen grobladsväxter. Inga underarter finns listade i Catalogue of Life.